# Pardosa karagonis nivicola
Pardosa karagonis là một phân loài nhện trong họ Lycosidae.
Loài này thuộc chi Pardosa. Pardosa karagonis nivicola được Roger de Lessert miêu tả năm 1926.